# Droga wojewódzka 557
Die Droga wojewódzka 557 (DW 557) ist eine 31 Kilometer lange Droga wojewódzka (Woiwodschaftsstraße) in der polnischen Woiwodschaft Kujawien-Pommern, die Rypin mit Lipno verbindet. Die Strecke liegt im Powiat Rypiński und im Powiat Lipnowski.

## Streckenverlauf
Woiwodschaft Kujawien-Pommern, Powiat Rypiński
-  Rypin (Rypin) (DW 534, DW 560, DW 563)
- Głowińsk (Treuglöwen)
- Balin (Rübenfeld)
- Nadróż (Lichtenacker)
- Sitnica
- Charszewo (Karsberge)
- Stary Kobrzyniec (Köbern)

Woiwodschaft Kujawien-Pommern, Powiat Lipnowski
- Chrostkowo Nowe
- Janiszewo (Jahnsboden)
- Makówiec (Mohnfeld)
- Chlebowo (Laibwalde)
- Okrąg (Ockern)
-  Lipno (Lipno) (DK 10, DK 67, DW 558, DW 559)